# Messier 93
Messier 93 (auch als NGC 2447 bezeichnet) ist ein +6,2 mag heller offener Sternhaufen mit einer Flächenausdehnung von 22' im Sternbild Achterdeck des Schiffs. Die Entfernung des Haufens beträgt etwa 3600 Lichtjahre, sein Alter wird auf etwa 100 Millionen Jahre geschätzt.